# Кінотеатр імені Т. Г. Шевченка (Хмельницький)
Кінотеатр імені Т. Г. Шевченка — кінотеатр у обласному центрі місті Хмельницькому, центральний і найбільший кінотеатр міста (і області), улюблений серед містян осередок культури й дозвілля.
Кінотеатр розташований за адресою: вул. Проскурівська, буд. 40[недоступне посилання з 15.07.2018].
Заклад не змінював свого профілю ніколи протягом своєї 70-літньої історії. Нині в кінотеатрі здійснюється демонстрація вітчизняних та зарубіжних кінофільмів, проходять різноманітні культурні події, інші масові заходи.

## З історії закладу
Спорудження нового спеціалізованого кінотеатру в актуальному для свого часу архітектурному стилі в тодішньому Проскурові розпочалося в 1936 році, однак урочисте відкриття його відбулося лише 13 листопада 1940 року. Цього ж дня відбувся перший кіносеанс — демонстрували нову комедію «Музична історія». Першою назвою кінотеатру на тривалі роки стала «Кінотеатр імені Чкалова».
Кінотеатр ім. Чкалова у Хмельницькому відразу по праву увійшов до числа найкращих в УРСР, адже мав найсучаснішу для свого часу кіноапаратуру, просторий кінозал, фоє, бібліотеку, музично-оркестровий зал, буфет. Містився він на тодішній центральній площі міста.
Під час II Світової війни у кінотеатрі продовжували показувати кіно — переважно для офіцерів і солдатів німецької армії. У 1942 році поблизу приміщення кінотеатру впав німецький літак.
По війні, у 1949 році в кінотеатрі ім. Чкалова обладнали малий зал, розширили великий.
1964 року кінотеатр став широкоформатним.
У перші роки незалежності України — в 1992-му заклад дістав сучасну назву — його перейменували у кінотеатр імені Т. Г. Шевченка, хоча і донині старожили нерідко називають його народною назвою Чкальник.
У 1990—2000-і роки кінотеатр був переобладнаний і переоснащений згідно з вимогами часу, і на тепер (2-а пол. 2000-х років) лишається центральним міським кінотеатром Хмельницького, улюбленим закладом дозвілля мешканців і гостей міста.